# Eva Janina Wieczorek

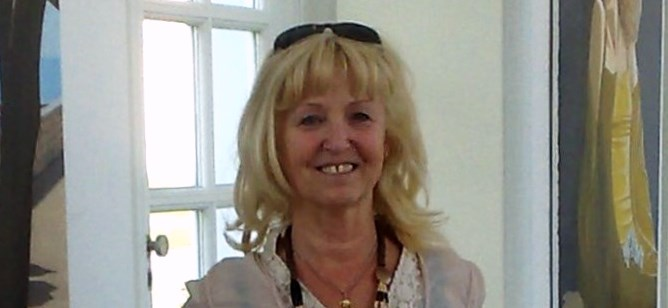
Eva Janina Wieczorek

Eva Janina Wieczorek (* 1951 in Kattowitz, Polen) ist eine deutsch-polnische Malerin, Zeichnerin und Bildhauerin.
Sie ist eine Künstlerin, deren Werke in Preisen, Publikationen, Sammlungen und Ausstellungen in Deutschland, Großbritannien, Kroatien, Polen und Belgien gezeigt wurden. Ihre Arbeiten zeichnen sich durch eine kraftvolle Umsetzung von Licht und Schatten aus und befassen sich mit aktuellen Themen in unserer Welt. Viele ihrer Werke werden dem Realismus und auch Surrealismus zugeschrieben.

## Leben und Werk
Geboren in Kattowitz Polen als erste Tochter von Jan Ludwig Przystolik (1922–1997), Manager einer Fußballorganisation in Kattowitz und Elżbieta Kroll (1922–1994), Handelsschule Absolventin. Der Bruder der Mutter Gerhard war begabter Maler. Bis 1965 besuchte Eva die Grundschule in Kattowitz.
In dieser Zeit besuchte sie öfter ihrer Tante Lidia Polczynska, die Schwester ihres Vaters in Krakau, die eine Solotänzerin in dem Krakauer Opern Theater war. Der Mann der Tante war ein akademischer Maler. Er studierte Malerei in der Kunstakademie ASP in Krakau. Dort ist sie das erste Mal der Welt der Künste begegnet. Es prägte ihr ganzes Leben und große Leidenschaft für die Kunst insbesondere Malerei.
Im Jahr 1965 besuchte die Künstlerin ein Gymnasium in Kattowitz. Sie hatte damals schon den Wunsch Kunst zu studieren. Nach einem Jahr verlässt sie das Gymnasium und machte ihren Abschluss auf einer Berufsschule. Später arbeitet sie in einem Konstruktionsbüro und besuchte eine Technikerschule. Dort machte einen Abschluss als Maschinenbau Technikerin. Zu dieser Zeit verkehrte sie in den künstlerischen Kreisen Stadt Kattowitz. Es waren Maler wie z. B. bekannte Plakatkünstler Roman Kalarus, die Malerin Alexandra Fichna und Maler Krystian Tracz.
Im Jahr 1969 entstanden die ersten Zeichnungen. Es waren mit Kohle auf Karton gemalte, großformatige Porträt. Die Künstlerin studierte privat Freie Kunst im Fachbereich Malerei bei Prof. Roman Kalarus an der Kunstakademie ASP in Kattowitz.
Einige ihrer Bilder befinden sich im Besitz des schlesischen Museums in Kattowitz und Stadt Brühl Nordrhein Westfalen. Der Katalog der Ausstellung im Kunstmuseum in Kattowitz befindet sich in der Bibliothek des Nationalmuseums in Krakau, des Internationalen Kulturzentrums in Krakau und der Polnischen Nationalbibliothek. Andere Kataloge befinden sich in der Deutschen Nationalbibliothek. Sie befasst sich mit der Technik der Ölmalerei, Digitale Zeichnen und Bildhauerei. Eva Janina Wieczorek wohnt und arbeitet in Brühl (Nordrhein-Westfalen).

## Digitale Malerei
Seit 2010 wendet sich die Künstlerin, inspiriert durch die digitalen Werke Davids Hockneys auch der Digitalen Malerei zu. Schon früher faszinierte sie die Möglichkeit Bilder mit Hilfe eines Grafikprogramms herzustellen. Dieses Buch gibt einen einmaligen Einblick in Eva Janina Wieczoreks Vielseitigkeit als Malerin und Zeichnerin in der digitalen Malerei. Dabei steht sowohl die ständige Suche der Malerin nach neuen Ausdrucksformen, als auch das Experimentieren mit der Darstellung von Frauen, Kinderportraits im Zentrum. Aber auch ihr feines Gespür für zwischenmenschliche Beziehungen und ihr Interesse an der aktuellen Mode wird in zahlreichen Porträts auch von bekannten Schauspielern und Sängern deutlich. Dazu gehören unter anderem Michael Jackson, Marilyn Monroe und Whitney Houston. Auch Landschaften und Unterwasserbilder sind entstanden, unter anderem Abgetaucht 1 und 2, Botschaft und Schwimmbad.
Am Anfang hat sie mit der Hilfe einer Vorlage oder Skizze auf dem Bildschirm ihre Arbeiten erstellt. Heute entstehen die Werke auch ohne Vorlage ganz spontan nach Bildern im Kopf.
Bis heute sind über hundert Werke meistens als Serien nach Farbe geordnet entstanden.

## Ausstellungen (Auswahl)
- 2004: Stille Landschaften, kuratierte Einzelausstellung, Galerie Borowski, Uhrschmitt
- 2005: Wintertraum, kuratierte Einzelausstellung, Kurator: Nicole Ritter, Rathausgalerie, Brühl
- 2007: Architektonische Aussichten, Einzelausstellung, Orangerie - Galerie Schloss Augustusburg, Brühl
- 2008: Wasser, Traum und Reise (poln. Woda, podróż i sen), kuratierte Einzelausstellung, Kurator: Maria Fiderkiewicz, Schlesisches Museum, Kattowitz
- 2009: Lichtblicke, Einzelausstellung, Orangerie - Galerie Schloss Augustusburg, Brühl
- 2010: Stadtgalerie Galerija TOS, kuratierte Einzelausstellung, Kurator: Jasna Rodin, Punat, Kroatien
- 2010: Art Contemporary Gallery Croissant Studio D.V.O, kuratierte Ausstellung, Brüssel, Belgien
- 2011: Parallax Art Fair, La Galleria Pall Mall, juriert, Kurator: Chris Barlow London, England
- 2011: Kunstpreis Marler Kunststern 2011, jurierte Ausstellung, Galerie Kunst im Stern, Marl
- 2014: Kunstpreis Marler Kunststern 2014, jurierte Ausstellung, Galerie Kunst im Stern, Marl
- 2015: Schattenimpressionen, Einzelausstellung, Rathausgalerie, Brühl
- 2015: Because I am a Girl, Gemeinschaftsausstellung, Rathausgalerie, Brühl
- 2016: Messe für aktuelle Kunst, PAN Museum Niederrhein, jurierte Gemeinschaftsausstellung, Emmerich
- 2017: Dream and reality, Einzelausstellung, Rathausgalerie, Brühl
- 2017: Künstler des Jahres 2017, Internetgalerie, Airleben.de
- 2019: Tage der Offene Ateliers in Brühl
- 2021: Tage der Offene Ateliers in Brühl
- 2023: Tag der Offene Atelier von Eva Janina Wieczorek in Brühl

## Werke (Auswahl)
- Aleppo, 2016, Acryl auf Leinwand, 40 × 60 cm
- Rastplatz, 2006, Öl auf Leinwand, 50 × 60 cm, in der Sammlung des schlesischen Museum in Kattowitz
- Stille, 2006, Acryl auf Leinwand, 100 × 80 cm, in der Sammlung des schlesischen Museum in Kattowitz
- Olivenbaum, 2009, Öl auf Leinwand, 50 × 60 cm, in der Sammlung Stadt Brühl

## Vertreten von
- VR Bild-Kunst
- Artist Rights Society
- IAA international association of art
- Kulturserver NRW

## Arbeiten in öffentlichen Sammlungen
- Schlesisches Museum (Kattowitz), Polen
- Stadt Brühl, Rheinland

## Auszeichnungen
- 2008: Schlesisches Museum, Wasser, Traum und Reise (poln. Woda, podróż i sen), kuratierte Einzelausstellung
- 2011: Kunstpreis Marler Kunststern 2011
- 2014: Kunstpreis Marler Kunststern 2014
- 2017: Künstler des Jahres 2017, nominiert, Internetgalerie, Airleben.de